# Leola (Arkansas)
Leola – miasto w Stanach Zjednoczonych, w stanie Arkansas, w hrabstwie Grant.